# Robert Frank Mager
Robert "Bob" Frank Mager (10 de junio de 1923 - 23 de mayo de 2020) fue un psicólogo y autor estadounidense. Preocupado por la comprensión y la mejora del desempeño humano, es conocido por desarrollar un marco para preparar los objetivos de aprendizaje y la instrucción basada en criterios (CRI), así como por abordar áreas de orientación a metas, evaluación de los estudiantes, motivación de los estudiantes, ambiente de clase, cambio educativo, desempeño tecnología y diseño instruccional.

## Investigación

### Secuencia de instrucción
A principios de la década de 1960, Mager creó un pequeño experimento para determinar qué secuencia de instrucción sería lógica y significativa para los estudiantes adultos y lo comparó con la secuencia de instrucción habitual dirigida por un instructor. Los hallazgos que informó en Sobre la secuenciación del contenido instruccional, sugirieron que la instrucción dirigida por el alumno toma una secuencia diferente a la dirigida por un instructor, les permitió tener en cuenta su propio conocimiento y resultó en un aprendizaje más motivado. aprendiz. Más experimentos e investigaciones sobre este tema por parte de Mager y sus colegas llevaron al concepto de control del alumno como un método que, cuando se introdujo en la instrucción asistida por tecnología, se encontró que mejoraba el rendimiento del aprendizaje.  Este ha sido un concepto clave en los cursos multimedia a su propio ritmo y ha influido en el aprendizaje a distancia y en línea.

### Objetivos de aprendizaje
En 1962 Preparación de objetivos para la instrucción programada, Mager fue pionero en un nuevo enfoque del diseño instruccional que implicó el establecimiento de objetivos para la instrucción. Esto tuvo tal impacto que en ediciones posteriores como Preparación de objetivos instruccionales se convirtió, podría decirse, en el manual para preparar instrucción debido a sus pasos claramente delineados sobre cómo definir objetivos. Revolucionó tanto los métodos de instrucción en las escuelas que se aprobó un proyecto de ley en California que requería que los maestros describieran lo que querían que sus estudiantes lograran (es decir, resultados de comportamiento) escribiéndolos como objetivos (la Ley Stull, 1972).

### Análisis de metas
Mager found that establishing objectives could easily be misused, and went further to formulate five steps that would clearly guide the process of defining solid and measurable outcomes. This resulted in the publication  Goal analysis in 1972, which became a cornerstone of the CRI method and ensuing workshops.

### Instrucción de Criterio Referenciado
Mager, junto con Peter Pipe, es bien conocido por desarrollar la Instrucción de Criterio Referenciado (CRI), un marco para el Diseño Instruccional. Los orígenes del Diseño Instruccional se remontan a la Segunda Guerra Mundial con la necesidad de crear programas de formación. Mager tenía experiencia de primera mano con estos regímenes de entrenamiento. Sin embargo, descubrió que no estaban cumpliendo los objetivos que se habían propuesto cumplir. A partir de este fenómeno, Mager se dedicó a buscar formas de mejorar la impartición de formación. Estas experiencias llevaron a Mager a publicar su trabajo en un libro que más tarde se tituló Preparando objetivos de instrucción: una herramienta fundamental en el desarrollo de una instrucción eficaz..
En sus publicaciones, Mager suele comenzar con una fábula. En este libro, la fábula trata sobre un caballito de mar que salió en busca de una fortuna. Desafortunadamente, el caballito de mar se desvió por las diferentes criaturas marinas que encontró en el camino y finalmente terminó siendo tragado por un tiburón. La moraleja de la fábula: si no estás seguro de adónde vas, es probable que acabes en otro lugar. En consecuencia, en su libro, Mager habla de la importancia de saber con precisión lo que se necesita lograr antes de embarcarse en cualquier proceso de diseño instruccional.
El marco CRI se basa en el uso de objetivos (objetivos de instrucción) para impulsar la instrucción. Los objetivos de instrucción efectivos deben tener tres componentes:
1. Rendimiento: identifica específicamente lo que el alumno debería poder hacer después de la instrucción.
2. Condición - Identifica las condiciones bajo las cuales se producirá la actuación - sobre qué ("el campo misionero"), con / sin qué apoyo ("dado ...")
3. Criterio: describe qué tan bien debe desempeñarse el alumno para ser aceptable

El CRI se divide en cuatro etapas. 
1. Análisis de metas / tareas: se identifican las competencias específicas que se necesitan.
2. Objetivos de desempeño: el criterio proporciona resultados claros y establece cómo se evaluarían.
3. Prueba de criterio de referencia: la evaluación real que se utilizará para probar si los objetivos de desempeño se llevaron a cabo según el estándar requerido.
4. Módulos de aprendizaje: implica el desarrollo de los módulos reales que se utilizarían en la capacitación / instrucción.

Este marco de instrucción está diseñado de tal manera que se espera que los estudiantes obtengan dominio en los módulos específicos evaluándose a sí mismos utilizando herramientas de evaluación integradas en el programa.
Mager fue influenciado por las obras de Robert M. Gagné y Malcolm Knowles.